# Даю рік
«Даю рік» (англ. I Give It a Year) — британська комедійна мелодрама режисера Дена Мазера (був також сценаристом), що вийшла 2013 року. У головних ролях Роуз Бірн, Рейф Сполл, Анна Фаріс, Саймон Бейкер.
Продюсерами були Тім Беван, Ерік Феллнер і Кріс Тайкєр. Вперше фільм продемонстрували 17 січня 2013 року у Франції на Міжнародному кінофестивалі комедії Альп д'Юез, показ у Великій Британії почався 8 лютого того ж року.
В Україні у кінопрокаті прем'єра фільму відбулася 7 березня 2013 року. Переклад та озвучення українською мовою зроблено студією «ААА-sound» на замовлення компанії Каскад Україна.

## Сюжет
Працівниця рекламної агенції Нет і письменник Джош після пів року стосунків одружуються. Родичі новоспечених молодят не вірять, що вони зможуть прожити разом і рік. Через деякий час Нет довідується, що попередні стосунки Джоша з Хлоєю формально не розірвані, а на її роботі з'являється американський бізнесмен, якому Нет розробляє рекламну кампанію.

## У ролях
| Актор          | Персонаж                                           | Роль                                           |
| -------------- | -------------------------------------------------- | ---------------------------------------------- |
| Роуз Бірн      | Наташа «Нет» Редферн (англ. Natasha "Nat" Redfern) | дружина Джоша                                  |
| Рейф Сполл     | Джошуа «Джош» Мосс (англ. Joshua "Josh" Moss)      | чоловік Нет                                    |
| Анна Фаріс     | Хлоя (англ. Chloe)                                 | колишня дівчина Джоша, з якою він не розішовся |
| Саймон Бейкер  | Ґай Гаррап (англ. Guy Harrap)                      | ввласник компанії і клієнт Нет                 |
| Стівен Мерчант | Ден (англ. Dan)                                    | найкращий друг Джоша і його шафер на весіллі   |
| Мінні Драйвер  | Наомі (англ. Naomi)                                | сестра Нет                                     |

## Сприйняття

### Критика
Фільм отримав загалом змішані відгуки: Rotten Tomatoes дав оцінку 55 % на основі 71 відгуку від критиків (середня оцінка 5,6/10) і 45 % від глядачів із середньою оцінкою 3,1/5 (7,691 голос). Загалом на сайті фільми має змішаний рейтинг, фільму зарахований «гнилий помідор» від кінокритиків і «розсипаний попкорн» від глядачів, Internet Movie Database — 5,7/10 (14 969 голосів), Metacritic — 50/100 (23 відгуки критиків) і 6,6/10 від глядачів (8 голосів). Загалом на цьому ресурсі від критиків фільм отримав змішані відгуки, а від глядачів — позитивні відгуки.

### Касові збори
Під час показу у США, що розпочався 9 серпня 2013 року, фільм показали у 2 кінотеатрах і він зібрав $5,436, що на той час дозволило йому зайняти 77 місце серед усіх прем'єр. Станом на 19 вересня показ фільму триває 42 дні (6 тижнів) і за цей час фільм зібрав у прокаті у США $34,657, а у решті світу $28,200,000, тобто загалом $28,234,657.